# Messkapelle Gößl

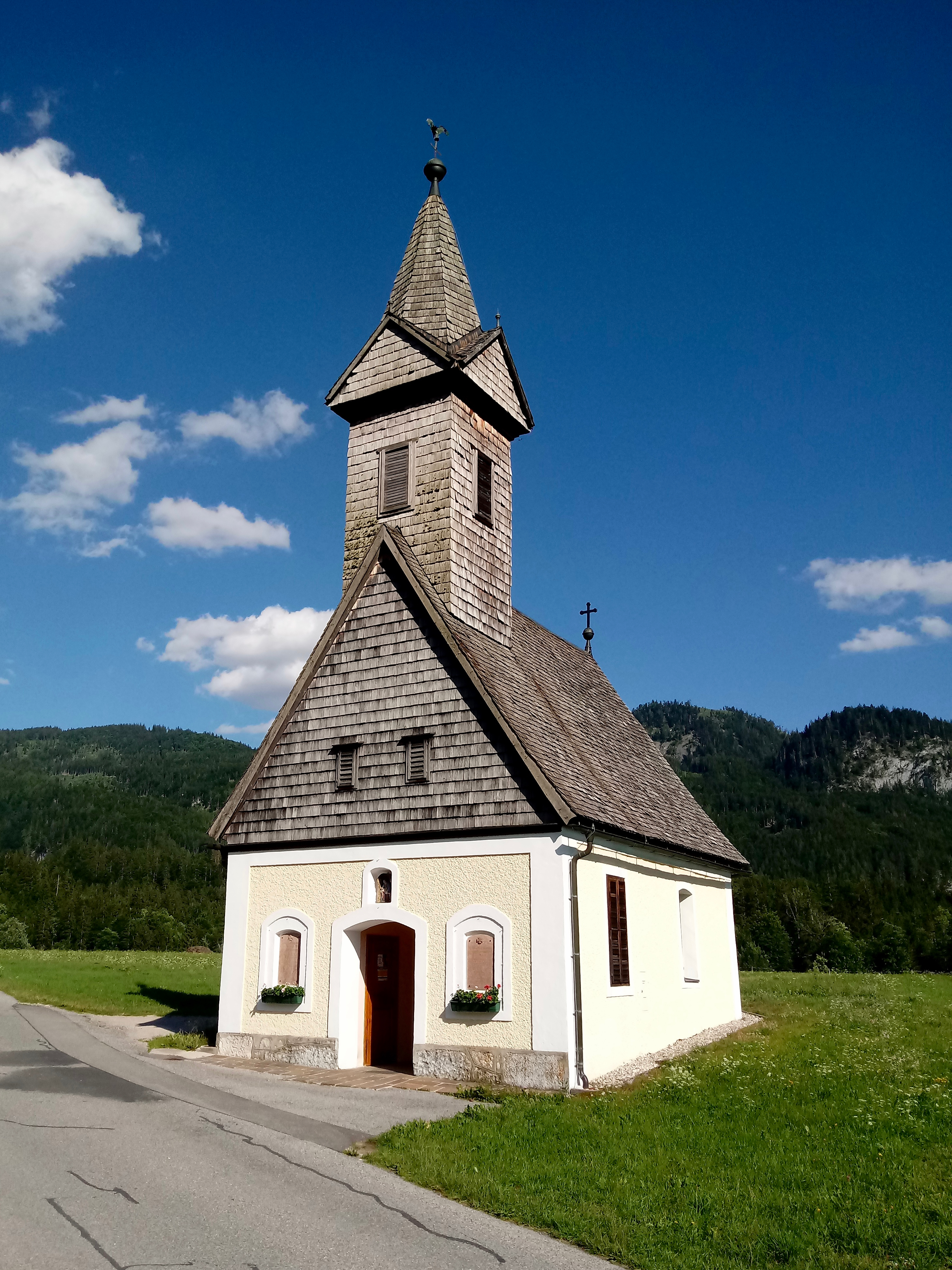
Die Raphael-Kapelle in Gößl

Die Messkapelle Gößl ist eine kleine Kirche in der Katastralgemeinde Gößl der Gemeinde Grundlsee im Ausseerland in der Steiermark. Ihr Patron ist der heilige Erzengel Raphael. Sie untersteht als Messkapelle der römisch-katholischen Pfarre Grundlsee. Sie ist die einzige Kirche in der Steiermark, die nicht im Besitz der Diözese ist. Sie steht nicht unter Denkmalschutz.

## Geschichte
Die Kapelle in Gößl ist nicht Eigentum der katholischen Kirche, sondern im Privatbesitz von 14 Gößler Bauernfamilien. Schon 1792 beantragten die Bewohner von Gößl den Bau einer eigenen Kirche, da der Weg zur Kirche nach Bad Aussee zum sonntäglichen Besuch der Messe, vor allem im Winter, sehr beschwerlich war und die Pfarrkirche in Grundlsee erst um 1900 erbaut wurde. Jedoch lehnten alle zuständigen Behörden den Bau auf Grund der hohen Kosten für die wenigen Dorfbewohner ab. Dies geht aus einem Bericht des Pflegers der k.k. Herrschaft Pflinsberg, Johann Josef Forstner, hervor: „… dass diese Kurazie in Gößl vielleicht unnöthig, unnütz und für das höchste Aerarium sehr kostspielig zu seyn scheinen möge …“. In seinem Bericht steht auch, dass es besser sei, wenn es unbedingt notwendig ist, eine Kirche nicht in Gößl, sondern in Gaiswinkel zu errichten, da sie für alle Grundlseer günstiger zu erreichen wäre. Die Diskussionen dauerten fast 40 Jahre, bis die Gößler ihre Kirche von 1819 bis 1820 auf eigenem Grund mit einem Beitrag von Erzherzog Johann erbauten. Am 10. August 1821 konnte in der kleinen Kirche die erste Messe gefeiert werden. Schon 1833 wurde der Bau vergrößert und der Holzbau durch einen Mauerbau ersetzt. Die Sakristei und der Dachreiter wurden 1903 errichtet.
Bis 1952 war die Raphaelskirche Filialkirche der Pfarre Bad Aussee. Seitdem die Pfarre Grundlsee eigenständig ist, untersteht sie dieser.

## Architektur und Ausstattung
Es ist nicht überliefert, wie die ursprüngliche Kirche aus Holz ausgestattet war. Der heutige Hauptaltar, ein Renaissancealtar aus dem Jahr 1663, wurde aus der Pfarrkirche Bad Aussee hierher übertragen.
Das Altarbild ist jedoch jünger und wurde angeblich von einem Maler namens Moser aus Kainisch gemalt. Es zeigt den Erzengel Raphael, den Kirchenpatron, mit dem jungen Tobias beim Fangen eines großen Fisches. Auf beiden Seiten des Altars stehen zwei Heiligenfiguren, rechts eine barocke Figur des heiligen Rochus und links eine gotische Schnitzfigur, die wahrscheinlich den heiligen Augustinus darstellt. Sie wurden gemeinsam mit dem Altar aus Bad Aussee hierher gebracht.
1969 wurden bei einem Einbruch eine barocke Figur des heiligen Sebastian und zwei Engelleuchter gestohlen. Die neue Figur des Hl. Sebastian ist von Johann Steinegger aus Gößl geschnitzt und wurde von einer ungenannten Person gespendet. 
Teil der Ausstattung ist auch ein Bild, das die Anbetung der Hirten, gekleidet in alte Ausseer Trachten, zeigt. Es wurde von Maria Mautner-Kalbeck, einer Schwester des Volkstumsforschers Konrad Mautner gemalt. Weiters gibt es eine Ikone „Christus der Weinstock“ gemalt von Heidi Amon, nach Leo Moskos. Eine kleine Figur der heiligen Barbara wurde vom Grundlseer Bildhauer Hans Mayerl geschnitzt.
Über dem Altar befindet sich ein großes Deckenfresko, das 1950 anlässlich einer Kirchenrenovierung vom Maler Hausknecht und angeblich auch vom Theologen Johannes Ude gemalt wurde. Es zeigt die Heilige Dreifaltigkeit mit Gottvater in der Mitte, darunter Christus und der Heilige Geist in Gestalt einer Taube, umgeben von den vier Evangelisten. Links davon sieht man die Gottesmutter und rechts Johannes den Täufer, welcher die Züge von Johannes Ude trägt.
In der kleinen Kapelle gibt es eine Empore aus Holz die leergeräumt ist. Die Kirchenbänke wurden in den letzten Jahren neu angeschafft. Im linken hinteren Bereich der Kapelle steht ein Harmonium.
An der Außenfassade der Kirche befindet sich ein Fresko des heiligen Christophorus. Es wurde von Karl Hauk, einem Freund Udes, gemalt und von Irmgard Schlömmer 1984 restauriert. 
Links und rechts des Einganges befinden sich Gedenktafeln für die Gefallenen der beiden Weltkriege. Über dem Eingang befindet sich eine bemalte Madonnenfigur mit dem Leichnam Jesu.